# Bradenton Beach
Bradenton Beach is een plaats in de Amerikaanse staat Florida, en valt bestuurlijk gezien onder Manatee County.

## Demografie
Bij de volkstelling in 2000 werd het aantal inwoners vastgesteld op 1482.
In 2006 is het aantal inwoners door het United States Census Bureau geschat op 1549.

## Geografie
Volgens het United States Census Bureau beslaat de plaats een oppervlakte van
2,8 km², waarvan 1,4 km² land en 1,4 km² water. Bradenton Beach ligt op ongeveer 1 m boven zeeniveau.